# Кущовик білочеревий
Кущовик білочеревий (Sericornis frontalis) — вид горобцеподібних птахів родини шиподзьобових (Acanthizidae). Ендемік Австралії.

## Опис
Довжина птаха становить 11,5 см. Верхня частина тіла оливково-коричнева, у деяких підвидів коричнювата. Горло біле (у підвидів S. f. frontalis і S. f. laevigaster смугасте). У представників підвиду S. f. frontalis бічні сторони голови сірі, у представників підвиду S. f. laevigaster чорні, у інших підвидів коричнюваті. Над і під очима білі смуги. Живіт білий, у підвида S. f. laevigaster жовтуватий. Дзьоб тонкий і чорний. Самиці зазвичай темнішого відтінку. Область між очима і дзьобом, обмежена двома білими смугами, в них блідо-сіра. тоді як в самців вона чорна, що дозволяє легко визначити стать птаха.

## Поширення та екологія
Білочереві кущовики є ендеміками Австралії. Вони здебільшого мешкаєть на південному і західному узбережжі. Живуть в лісі і чагарниках, в густому підліску. Це осілий вид птахів по всьому ареалу.

## Підвиди
Виділяють п'ять підвидів:

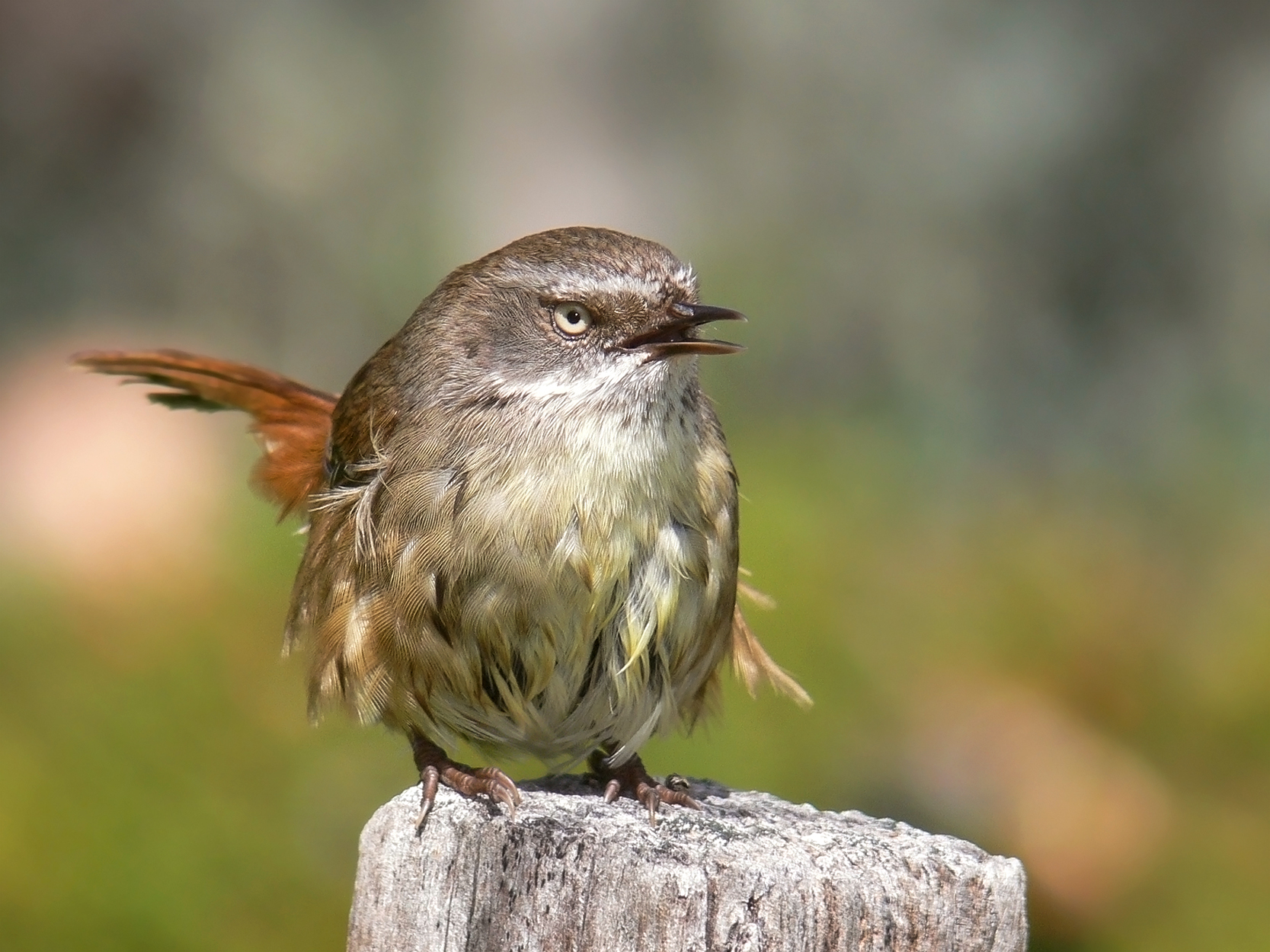
Самиця номінативного підвиду

- S. f. laevigaster Gould, 1847 (схід Квінсленду);
- S. f. tweedi Mathews, 1922 (північний схід Нового Південного Уельсу);
- S. f. frontalis (Vigors & Horsfield, 1827) (південний схід Австралії);
- S. f. harterti Mathews, 1912 (штат Вікторія, гори Отвей);
- S. f. rosinae Mathews, 1912 (гори Маунт-Лофті).

Тасманійський кущовик також вважався підвидом білочеревого кущовика, як і Sericornis maculatus.

## Раціон
Білочеревий кущовик харчується безхребетними. Він шукає їх серед густого підліску.

## Розмноження
Сезон розмноження триває з червня по грудень. Гніздо куполоподібної форми, розміщується на землі. В кладці 2-3 яйця розміром 20×15 мм. Виду притаманне групове піклуваня про пташенят: крім пари самця і самиці, у піклувані допомагають інші кущовики, зазвичай минулорічне потомство пари.